# Amorphotheca resinae
Amorphotheca resinae är en svampart som beskrevs av Parbery 1969. Amorphotheca resinae ingår i släktet Amorphotheca och familjen Amorphothecaceae.   Inga underarter finns listade i Catalogue of Life.